# Observatoire de Constantinople
L'Observatoire de Constantinople était l'un des derniers grands observatoires astronomiques jamais construits dans le monde musulman. Cet observatoire a été détruit après deux ou trois ans d'activité.
En 1574, Murad III devient le nouveau sultan de l'Empire ottoman. L'astronome officiel de l'empire, Taqi al-Din, présente au Sultan un mémoire justifiant la construction d'un observatoire astronomique à Constantinople (Istanbul) pour mettre à jour les tables existantes.
Le sultan accepte, et fait construire l'observatoire, qui sera terminé en 1577.
Cet observatoire est composé de deux grandes structures perchées sur une colline, sur la partie européenne de Constantinople, qui offre une large vue du ciel pendant la nuit.
Le bâtiment principal était réservé à la bibliothèque, et les chambres du personnel. Un autre bâtiment plus petit contenait certains instruments de Taqi al-Din. Dont une sphère armillaire géante et une horloge pour mesurer la position et la vitesse des planètes du système solaire.
Taqi al-Din espérait mettre à jour les tables astronomiques décrivant le mouvement des planètes, du soleil et de la lune.
Taqi al-Din voit une comète, C/1577 V1, depuis son observatoire, il pense que c'est un présage qui annonce une prochaine victoire militaire de l'Empire ottoman. Cependant, cette prévision était fausse, l'Empire ottoman perd cette bataille, et sous la pression de son entourage, le sultan Murad III décide la destruction de l'observatoire en 1580.

## Source
- L'âge d'or de l'astronomie ottomane, Antoine Gautier, in L'Astronomie, (Revue mensuelle fondée par Camille Flammarion en 1882), décembre 2005, volume 119.